# Campeonato Europeo Sub-17 de la UEFA 2011
El Campeonato Europeo Sub-17 de la UEFA de 2011 fue la décima edición del campeonato. Serbia acogió el torneo entre el 3 y el 15 de mayo. Un total de 6 equipos también se clasificaron para la Copa Mundial de Fútbol Sub-17 de 2011. Los jugadores nacidos después del 1 de enero de 1994 podían participar en esta competición.
Inglaterra fue el campeón defensor, pero perdió en la semifinal. Países Bajos derrotó a Alemania 5-2 en la final para ganar el campeonato por primera vez.

## Equipos participantes
| Equipos participantes | Equipos participantes | Equipos participantes | Equipos participantes | Equipos participantes |
| --------------------- | --------------------- | --------------------- | --------------------- | --------------------- |
| Serbia                | República Checa       | Dinamarca             | Alemania              |                       |
| Países Bajos          | Rumania               | Francia               | Inglaterra            |                       |

## Árbitros
En total 6 árbitros y 8 asistentes, junto con 2 árbitros asistentes del país anfitrión, participaron en el torneo.<ref>«Technical Report» (en inglés). Consultado el 14 de junio de 2022.
| Árbitros - Sébastien Delferière - Liran Liany - Steven McLean - Artur Soares Dias - Kristo Tohver - Stavros Tritsonis | Asistentes - Raúl Cabañero Martínez - Peter Chládek - Ridiger Çokaj - Zaven Hovhannisyan - Ivo Kolev - Giorgi Kruashvili - Arūnas Šeškus - Vencel Tóth | Cuarto Árbitro - Vlado Glodović - Boško Jovanetić |

## Resultados
En esta ronda se dividieron los 8 equipos que calificaron de la "Ronda Élite" junto con el país anfitrión, Serbia, en 2 grupos. Los 3 primeros lugares de cada grupo clasificaron a la Copa Mundial de Fútbol Sub-17 de 2011 a realizarse en México.

### Primera fase

#### Grupo A
| Equipo     | Pts | PJ | PG | PE | PP | GF | GC | Dif |
| ---------- | --- | -- | -- | -- | -- | -- | -- | --- |
| Dinamarca  | 9   | 3  | 3  | 0  | 0  | 6  | 2  | +4  |
| Inglaterra | 4   | 3  | 1  | 1  | 1  | 5  | 4  | +1  |
| Francia    | 2   | 3  | 0  | 2  | 1  | 3  | 4  | -1  |
| Serbia     | 1   | 3  | 0  | 1  | 2  | 3  | 7  | -4  |

| 3 de mayo de 2011 | Serbia                   | 2:3 (1:2) | Dinamarca                                        | Estadio Karađorđe, Novi Sad |                           |
| 15:00 (CEST)      | Ješić 31' · Ožegović 54' | Reporte   | Johannesen 33' · Nastić 39' (o.g.) · Fischer 76' | Árbitro(s): Steven Mclean   | Árbitro(s): Steven Mclean |

| 3 de mayo de 2011 | Francia        | 2:2 (1:2) | Inglaterra           | Estadio Gradski, Inđija |                         |
| 15:00 (CEST)      | Haller 15' 65' | Reporte   | Hope 8' · Powell 28' | Árbitro(s): Liran Liany | Árbitro(s): Liran Liany |

| 6 de mayo de 2011 | Serbia     | 1:1 (1:1) | Francia     | Estadio Gradski, Inđija       |                               |
| 15:00 (CEST)      | Mandić 40' | Reporte   | Meité 40+1' | Árbitro(s): Stavros Tritsonis | Árbitro(s): Stavros Tritsonis |

| 6 de mayo de 2011 | Dinamarca                | 2:0 (2:0) | Inglaterra | Estadio Karađorđe, Novi Sad      |                                  |
| 15:00 (CEST)      | Fischer 13' · Zohore 21' | Reporte   |            | Árbitro(s): Sébastien Delferiere | Árbitro(s): Sébastien Delferiere |

| 9 de mayo de 2011 | Inglaterra             | 3:0 (3:0) | Serbia | Estadio Gradski, Inđija   |                           |
| 17:15 (CEST)      | Smith 7' · Hope 9' 18' | Reporte   |        | Árbitro(s): Kristo Tohver | Árbitro(s): Kristo Tohver |

| 9 de mayo de 2011 | Dinamarca    | 1:0 (0:0) | Francia | Novi Sad, Estadio Karađorđe   |                               |
| 17:15 (CEST)      | Nørgaard 65' | Reporte   |         | Árbitro(s): Artur Soares Dias | Árbitro(s): Artur Soares Dias |

#### Grupo B
| Equipo          | Pts | PJ | PG | PE | PP | GF | GC | Dif |
| --------------- | --- | -- | -- | -- | -- | -- | -- | --- |
| Países Bajos    | 7   | 3  | 2  | 1  | 0  | 3  | 0  | +3  |
| Alemania        | 4   | 3  | 1  | 1  | 1  | 2  | 3  | -1  |
| República Checa | 3   | 3  | 0  | 3  | 0  | 2  | 2  | 0   |
| Rumania         | 1   | 3  | 0  | 1  | 2  | 1  | 3  | -2  |

| 3 de mayo de 2011 | Alemania | 0:2 (0:0) | Países Bajos             | Estadio Fortress, Smederevo   |                               |
| 17:00 (CEST)      |          | Reporte   | Rekik 50' · Ebecilio 76' | Árbitro(s): Artur Soares Dias | Árbitro(s): Artur Soares Dias |

| 3 de mayo de 2011 | República Checa | 1:1 (0:0) | Rumania        | Estadio FK Obilić, Belgrado |                           |
| 17:00 (CEST)      | Salašovič 77'   | Reporte   | Himcinschi 52' | Árbitro(s): Kristo Tohver   | Árbitro(s): Kristo Tohver |

| 6 de mayo de 2011 | Alemania  | 1:1 (0:1) | República Checa | Estadio Fortress, Smederevo |                           |
| 17:00 (CEST)      | Yesil 80' | Reporte   | Juliš 12'       | Árbitro(s): Steven Mclean   | Árbitro(s): Steven Mclean |

| 6 de mayo de 2011 | Países Bajos  | 1:0 (1:0) | Rumania | Estadio FK Obilić, Belgrado |                         |
| 17:00 (CEST)      | de Vilhena 8' | Reporte   |         | Árbitro(s): Liran Liany     | Árbitro(s): Liran Liany |

| 9 de mayo de 2011 | Rumania | 0:1 (0:1) | Alemania  | Estadio Fortress, Smederevo   |                               |
| 13:00 (CEST)      |         | Reporte   | Yesil 42' | Árbitro(s): Stavros Tritsonis | Árbitro(s): Stavros Tritsonis |

| 9 de mayo de 2011 | Países Bajos | 0:0     | República Checa | Estadio FK Obilić, Belgrado      |                                  |
| 13:00 (CEST)      |              | Reporte |                 | Árbitro(s): Sébastien Delferiere | Árbitro(s): Sébastien Delferiere |

## Fase final
Esta Fase se desarrolló íntegramente en Novi Sad, Serbia en mayo de 2011.

|  | Semifinales           | Semifinales           |              |          | Final                 | Final                 |  |
|  | 12 de mayo – Novi Sad | 12 de mayo – Novi Sad |              |          | 15 de mayo – Novi Sad | 15 de mayo – Novi Sad |  |
|  |                       |                       |              |          |                       |                       |  |
|  |                       |                       |              |          |                       |                       |  |
|  | Dinamarca             | 0                     |              |          |                       |                       |  |
|  | Dinamarca             | 0                     |              |          |                       |                       |  |
|  | Alemania              | 2                     |              |          |                       |                       |  |
|  | Alemania              | 2                     |              | Alemania | 2                     |                       |  |
|  |                       |                       |              | Alemania | 2                     |                       |  |
|  |                       |                       | Países Bajos | 5        |                       |                       |  |
|  | Países Bajos          | 1                     | Países Bajos | 5        |                       |                       |  |
|  | Países Bajos          | 1                     |              |          |                       |                       |  |
|  | Inglaterra            | 0                     |              |          |                       |                       |  |
|  | Inglaterra            | 0                     |              |          |                       |                       |  |
|  |                       |                       |              |          |                       |                       |  |

### Semifinales
| 12 de mayo de 2011 | Países Bajos | 1:0 (1:0) | Inglaterra | Estadio Karađorđe, Novi Sad |                          |
| 11:30 (CEST)       | Ebecilio 26' | Reporte   |            | Árbitro(s): Artur Soares    | Árbitro(s): Artur Soares |

| 12 de mayo de 2011 | Dinamarca | 0:2 (0:0) | Alemania                  | Estadio Karadjordje, Novi Sad |                           |
| 16:30 (CEST)       |           | Reporte   | Ayhan 58' · Quaschner 70' | Árbitro(s): Steven Mclean     | Árbitro(s): Steven Mclean |

### Final
| 15 de mayo de 2011 | Alemania             | 2:5 (2:3) | Países Bajos                                              | Estadio Karadjordje, Novi Sad |                           |
| 11:00 (CEST)       | Yesil 8' · Aydin 32' | Reporte   | Vilhena 23', 34' · Depay 43' · Kongolo 52' · Ebecilio 77' | Árbitro(s): Kristo Tohver     | Árbitro(s): Kristo Tohver |

Campeón

Países Bajos

1.º título

## Estadísticas

### Tabla general
| Equipo | Equipo          | Pts | PJ | PG | PE | PP | GF | GC | Dif | Rend |
| ------ | --------------- | --- | -- | -- | -- | -- | -- | -- | --- | ---- |
| 1      | Países Bajos    | 13  | 5  | 4  | 1  | 0  | 9  | 2  | +7  | 87%  |
| 2      | Alemania        | 7   | 5  | 2  | 1  | 2  | 6  | 8  | -2  | 47%  |
| 3      | Dinamarca       | 9   | 4  | 3  | 0  | 1  | 6  | 4  | +2  | 75%  |
| 4      | Inglaterra      | 4   | 4  | 1  | 1  | 2  | 5  | 5  | 0   | 33%  |
| 5      | República Checa | 3   | 3  | 0  | 3  | 0  | 2  | 2  | 0   | 33%  |
| 6      | Francia         | 2   | 3  | 0  | 2  | 1  | 3  | 4  | -1  | 22%  |
| 7      | Rumania         | 1   | 3  | 0  | 1  | 2  | 1  | 3  | -2  | 11%  |
| 8      | Serbia          | 1   | 3  | 0  | 1  | 2  | 3  | 7  | -4  | 11%  |

### Goleadores
| Jugador          | Equipo       | Goles |
| ---------------- | ------------ | ----- |
| Kyle Ebecilio    | Países Bajos | 3     |
| Hallam Hope      | Inglaterra   | 3     |
| Tonny Vilhena    | Países Bajos | 3     |
| Samed Yesil      | Alemania     | 3     |
| Viktor Fischer   | Dinamarca    | 2     |
| Sébastien Haller | Francia      | 2     |

## Clasificados alMundial Sub-17
| Países Bajos | Alemania | Dinamarca | Inglaterra | República Checa | Francia |
| ------------ | -------- | --------- | ---------- | --------------- | ------- |